# Musée cévenol
Le Musée cévenol est situé au Vigan, dans le département du Gard et la région Occitanie. Installé dans une ancienne filature, il jouxte le Vieux pont roman du Vigan datant du XIIe siècle.

## Historique
Le Musée cévenol fut fondé en 1963 par Odette Teissier du Cros avec l'aide d'Adrienne Durand-Tullou et d'André Chamson. Plusieurs personnalités  soutiennent cette initiative et sont présentes lors de l'inauguration : l'anthropologue et ethnologue Claude Lévi-Strauss ainsi qu'Henri Aubanel, gendre du marquis de Baroncelli, représentant la Nacioun gardiano.
C'est un musée municipal bénéficiant du label Musée de France.

## Collections
Le musée offre au visiteur sur trois niveaux plusieurs espaces de visite au travers d'objets et de reconstitutions ethnologiques :
- Le hall d'accueil possède les vitrines des trois espaces géologiques qui se rencontrent autour de la ville du Vigan (granit, calcaire et schiste). Depuis avril 2010, l'imposante stèle qui condamnait l'entrée de la grotte de La Baumelle (commune de Blandas) y est offerte au regard des visiteurs.
- La salle des expositions temporaires.
- La salle des métiers. Elle présente grâce à des reconstitutions des activités pratiquées autrefois localement : vannerie, tournage du bois, poterie, maîtres-verriers…
- La salle d'ethnologie. La vaste vitrine de la soie permet de découvrir l'éducation des vers à soie, le filage, le moulinage et le travail de bonneterie. Un espace est consacré à Coco Chanel.
- La salle des Beaux-arts. Œuvres d'artistes locaux (XIXe siècle et XXe siècle : Bastier de Bez, Trinquier…) et fonds Jean-Marie Granier[2]. Une vitrine est consacrée à Jean-Charles Arnal du Curel, né au Vigan et devenu par la suite évêque de Monaco.
- La salle André-Chamson possède un grand nombre de manuscrits, d'ouvrages et de portraits de l'écrivain et académicien dont la grand-mère était viganaise.
- La salle Adrienne-Durand-Tullou (ancienne salle du Temps). Outre le riche fonds archéologique généreusement offert par Adrienne Durand-Tullou, la salle présente une ancienne dalle sculptée provenant de la chapelle d'Esparon, un espace sur les guerres de Religion, une collection de gravures sur le Chevalier d'Assas, les portraits d'Abraham Peyrenc de Moras et de François Marie Peyrenc de Moras, un bel ensemble de vêtements en soie du XVIIIe siècle[3] et un second du XIXe siècle, une armoire cévenole du Bas-Languedoc, une vitrine consacrée au père Emmanuel d'Alzon ainsi qu'une évocation de la période de la Seconde Guerre mondiale au Vigan (Chantiers de la jeunesse française, crash de l'avion du général Charles Huntziger, maquis Aigoual-Cévennes…) et de l'histoire des rallyes automobiles en Cévennes.

## Autres fonds
Le musée possède en outre une bibliothèque ainsi que plusieurs autres fonds non présentés : 
- Fonds comte d'Assas-Montdardier - (manuscrits)
- Fonds Edmond Guiraud - (manuscrits et imprimés)
- Fonds Pelon-Bousquet de Florian - (vêtements d'époque Napoléon III)
- Fonds Edmond Reboul - (manuscrits et imprimés)
- Fonds Brun d'Arre - (bas, collants, registres, éléments de publicité, manuscrits et imprimés)